# Wachang Xiang
Wachang Xiang (kinesiska: 瓦厂, 瓦厂乡) är en socken i Kina. Den ligger i provinsen Yunnan, i den sydvästra delen av landet, omkring 280 kilometer väster om provinshuvudstaden Kunming. Antalet invånare är 5 187. Befolkningen består av 2 499 kvinnor och 2 688 män. Barn under 15 år utgör 17,0 %, vuxna 15-64 år 74 %, och äldre över 65 år 7,0 %.
Genomsnittlig årsnederbörd är 955 millimeter. Den regnigaste månaden är juli, med i genomsnitt 219 mm nederbörd, och den torraste är januari, med 10 mm nederbörd.